# Craniophora illuminata
Craniophora illuminata är en fjärilsart som beskrevs av Charles E. Rungs 1972. Craniophora illuminata ingår i släktet Craniophora och familjen nattflyn. Inga underarter finns listade i Catalogue of Life.